# Hökälla säteri

Interiör från matsalen i en flygelbyggnad till Hökälla säteri. Ingår sedan år 1916 i Röhsska museets samlingar.

Hökälla säteri var en gård i stadsdelen Skogome i Göteborg.

## Historia
Åren närmast före 1658 ägdes Hökälla av Hanns Frandsen, lagman över Bohuslän och Viken. Han sålde frälsehemmanet strax före sin död till översten och kommendanten på Bohus slott Börje Nilsson Drakenberg, som fick säterifrihet på hemmanet den 14 maj 1666. Då säterifriheten reducerades år 1675 såldes det till översten för Elfsborgs regemente Malcolm Hamilton af Hageby, som återfick säterifriheten år 1685. Fältmarskalken och generalguvernören över Skåne, Halland samt Göteborgs och Bohus län Rutger von Ascheberg erhöll Hökälla som förläning av Karl XI, men han bodde troligen inte där.
Rutger von Aschbergs son Christian Ludvig von Ascheberg ärvde Hökälla vid faderns död år 1693. Säteriet kom  att förvärvas av överstelöjtnanten och chefen för Bohusläns dragonbataljon, friherre Carl Gustaf Kruuse af Verchou. Hans änka Anna Sinclair står som ägare till Hökälla år 1712, och hon behöll det fram till år 1741, då hon överlät det till överstelöjtnanten Jacob Ludvig von Saltza, som var gift med hennes dotter Anna Charlotta Kruuse af Verchou.
År 1763 avled Jacob Ludvig von Saltza och efterlämnade maka och sex barn. Yngste sonen Hugo Herman von Saltza övertog Hökälla och innehade det till sin död år 1785. I testamentet föreskrev Hugo Herman von Saltza att Hökälla efter hustruns död skulle tillfalla hans ogifta syster och därefter hans broder Carl Fredrik von Saltza och dennes barn. Hökälla kom att ägas av släkten von Saltza fram till år 1884.
År 1902 förvärvade Anders Gustaf Friländer Hökälla av lantbrukaren Gustaf Wennberg. Friländer kom att behålla Hökälla till år 1917, då han sålde det till lantbrukaren Magnus Ljung. Den 1 juni år 1920 köpte Göteborgs stad Hökälla för 210 000 kronor och det ingår numera i området Lillhagen.
Hökälla var Säve sockens förnämsta gods och bestod av huvudbyggnad, flyglar och flera ekonomibyggnader. Sedan Göteborgs stad år 1920 köpte marken för att bygga Lillhagens sjukhus där bevarades två knuttimrade byggnader med panel, vilka ingår i kommunens bevaringsprogram sedan år 1975. Även delar av ekskogen och den så kallade Aschebergska eken bevarades.

## Etymologi
Det första ledet i namnet kommer av en gammal genitiv pluralis för "hög". Kombination med "källa" ger "Källan vid högarna". År 1388 skrevs det Hauga kiœldu.

## Aschebergska eken
På området finns en gammal ek, den så kallade Aschebergska eken, vilken fått sitt namn av Gustaf Adolf von Ascheberg, son till Rutger von Ascheberg, som skall ha hållit sin bröllopsmåltid under eken.